# Hernán Carlos Cortez
Hernán Carlos Cortez Körner (Trinidad, 13 de marzo de 1949-23 de junio de 2023) fue un escritor, educador y artista boliviano.

## Biografía
Nacido en el departamento del Beni, en la ciudad de Trinidad, Hernán Carlos Cortez fue poeta, educador, declamador, pintor y fabulista. Fue secretario ejecutivo de la Federación de Trabajadores de Educación Urbana del Beni y presidió la Sociedd Beniana de Escritores. También se encargó de organizar campañas para recaudar libros para dotar de bibliotecas populares a las capitales de las provinciasl del departamento del Beni.Fue, asimismo, profesor de Literatura y Lenguaje en varias unidades educativas de Trinidad durante más de 50 años.

## Trayectoria
Hernán Carlos Cortez escribió e ilustró él mismo seis libros de fábulas en verso, ambientadas en la Amazonía. Recibió reconocimientos de la Confederación de Trabajadores de Educación Urbana de Bolivia y el tercer premio en el Concurso de Libros y Revistas Científicas de la Universidad Autónoma del Beni. En 2024 se elaboró un proyecto de ley para tener un Día Municipal de la Poesía y el Poeta Trinitario denominado "Prof. Hernán Cortez Körner".El escritor falleció en Trinidad en junio de 2023. Sus restos están sepultados en el Cementerio General de Trinidad.

## Obra
- Candelas del alma (poemario)
- Rescoldos del corazón (poemario)
- "El Mundialito, un sueño hecho realidad” (monografía)
- Fábulas Amazónicas, tomos I, II, III, IV, V y VI (fábulas)